# Masía fortificada de Torreta del Molinàs (Chert)
La Masía Fortificada Torreta del Molinàs, llamada también Torreta del Molinar, o Torre del Molinar de Baix, es un complejo formado por una antigua torre de vigilancia y una masía de uso agrícola fortificada, adosada a la misma, que se encuentra próxima a la carretera CN-232, a su paso por el término municipal de Chert, en la comarca del Bajo Maestrazgo, en la provincia de Castellón.
Está catalogada como Bien de Interés Cultural, presentando número de anotación ministerial 28401, y con fecha de anotación 19 de enero de 2012, según consta en la Dirección General de Patrimonio Artístico de la Generalidad Valenciana.

## Historia
Xert es un término municipal de una antigua historia, ya que en su territorio, se conservan restos de un importante poblado de la Edad del Bronce, la llamada Mola Murada, que presenta un recinto fortificado con restos de habitáculos en su interior. Por su parte, el pueblo tiene origen musulmán, y tuvo que ser reconquistado, por las tropas cristianas de Jaime I de Aragón en 1233. Se encontraba en ese momento bajo la jurisdicción del castillo de Cervera. Se le concedió carta puebla en 1235, y como ocurrió con otras poblaciones de la zona, pasó primero a ser propiedad de la Orden del Temple, para pasar, posteriormente, en 1319, a la Orden de Montesa hasta el final de los señoríos, en el siglo XIX.
En época de las Guerras Carlistas, tuvieron en la zona importantes confrontaciones, destacando la que aconteció en el año 1836.
Chert contó con un número considerable de torres, tanto vigías como de defensa, pero de ellas tan sólo cuatro han llegado hasta nuestros días: Torre de San Marcos de la Barcella, Torre d'En Roig, Torre de Comaro o dels Pepos y la Masía Fortificada Torreta del Molinàs.

## Descripción
La masía se ubica, rodeada de pinares, en una pequeña loma ( a 650 metros de altitud) al norte del arrabal de Anroig al otro lado de la carretera hacia Morella. La masía está entre los barrancos del Molinás y del Juncar, y desde ella se puede contemplar la Torre de Comaro o dels Pepos , la cual se encuentra al otro lado de la carretera N-232.
Presenta planta rectangular de 4 x 7 metros de lado. La fábrica es de mampostería, con refuerzo de sillares en las esquinas. Además presenta también almenas como remate de sus muros. Actualmente está en estado de ruina, por lo que pese a que se cree debió tener al menos dos pisos, no tiene ni techumbre ni forjados que puedan reforzar esta hipótesis.
Como formaba parte de un complejo agrícola (ya que entre finales del siglo XIX y principios del siglo XX se le adosó, en su lateral orientado al oeste una masía), parte de sus instalaciones se utilizaron como palomar, lo cual se comprueba por la existencia de las perforaciones para entrada de las palomas y las piedras voladas que se colocaron para el reposo de las mismas.
Para entrar en la Torre, se utiliza una puerta situada en la cara este que actualmente está tapiada, procediéndose a abrir posteriormente otra puerta de acceso por la cara sur de la misma. Hay un aljibe que ocupa la planta baja, lo que hace pensar que se construyera posteriormente, para hacer frente a las necesidades de agua del nuevo nivel de la masía.
Cuando se construyó la masía adosada a la torre original, se levantó una segunda torre simétrica a la primera, presentando también almenas y un cuerpo central que tiene el acceso al edificio mediante un arco de medio punto. Presenta un conjunto de ventanas, dos a ambos lados del arco de acceso, rematadas también en arcos de medio punto, y otras dos en la parte superior, estas últimas geminadas.